# Ligne de Marseille-Saint-Charles à Vintimille (frontière)
La ligne de Marseille-Saint-Charles à Vintimille (frontière) est l'une des principales lignes de chemin de fer du Sud-Est de la France. Elle commence à la gare de Marseille-Saint-Charles et se termine à la frontière avec l'Italie, en direction de Vintimille. Le relief difficile de la Côte d'Azur rend les courbes relativement serrées et donc les vitesses assez basses pour un axe de cette importance. Elle constitue la ligne no 930 000 du réseau ferré national.
Avec la croissance démographique de la Côte d'Azur, cette ligne supporte un intense trafic voyageurs (notamment TER Provence-Alpes-Côte d'Azur — avec un service suburbain de Grasse à Vintimille, provenant de la ligne de Cannes-la-Bocca à Grasse — et TGV), qui, en complément de celui de fret, l'amène à une situation proche de la saturation.

## Histoire

### Chronologie
- Le 20 octobre 1858, ouverture de la ligne entre Marseille et Aubagne.
- Le 3 mai 1859, ouverture de la ligne entre Aubagne et Toulon.
- Le 1er septembre 1862, ouverture de la ligne entre Toulon et Les Arcs.
- Le 10 avril 1863, ouverture de la ligne entre Les Arcs et Cagnes - Vence.
- Le 18 octobre 1864, ouverture de la ligne entre Cagnes-sur-Mer et Nice.
- Le 9 octobre 1868, ouverture de la ligne entre Nice et Monaco.
- Le 6 décembre 1869, ouverture de la ligne entre Monaco et Menton.
- Le 18 mars 1872, ouverture de la ligne entre Menton et Vintimille, faisant la jonction avec la ligne de la côte ligure ouverte deux mois plus tôt, le 25 janvier 1872.

La construction de la totalité de la ligne aura nécessité quatorze années de travaux. Elle est établie à l'origine à voie unique, sauf entre Marseille et Toulon.

### Marseille – Toulon

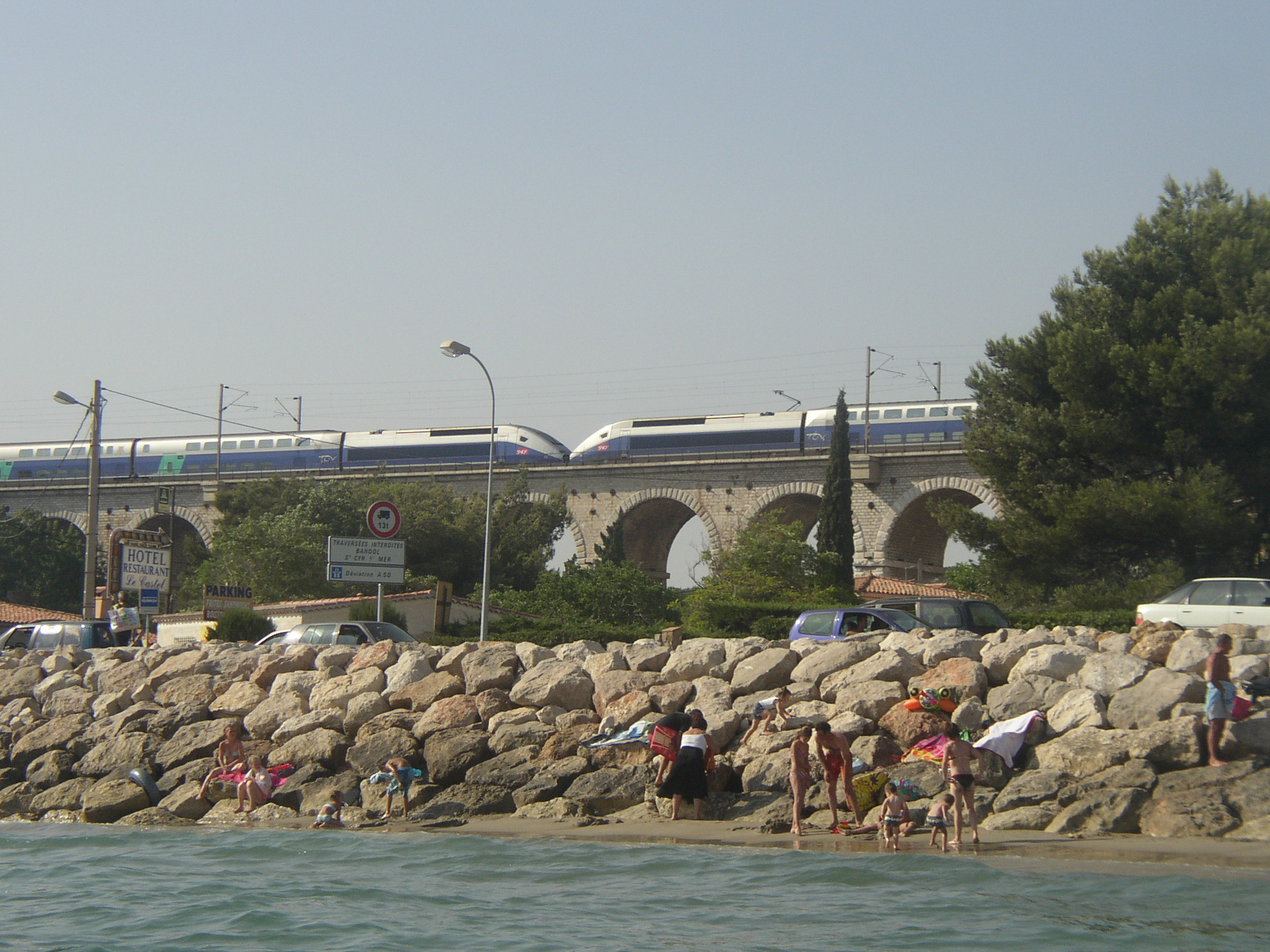
Jumelage de deux TGV Duplex, vu depuis la plage de Bandol (Var).

La Compagnie du chemin de fer de Lyon à la Méditerranée est créée le 22 mars 1852 à Paris. Une convention signée le 19 juin 1852 entre le ministre des Travaux publics et la compagnie approuve le rachat de diverses concessions de chemins de fer effectuées par la compagnie et lui concède la construction et l'exploitation d'une ligne de Marseille à Toulon, ainsi qu'un embranchement de Rognac à Aix. Cette convention est approuvée par une loi le 8 juillet 1852. Les dépenses de construction sont réparties en application de la loi de 1842 : 26 millions de francs seront à la charge de l'État pour l'achat des terrains, la réalisation de l'infrastructure ainsi que des bâtiments, à achever dans un délai de six ans ; et 10 millions à la charge de la Compagnie, pour l'acquisition du matériel roulant et les travaux de superstructure, à mettre en exploitation dans un délai d'un an.
À la suite de la déconfiture financière de la Compagnie du chemin de fer Grand-Central de France en 1857, et afin d'en absorber les conséquences en répartissant les lignes dont elle était concessionnaire entre des compagnies ayant une assise financière large, la Compagnie des chemins de fer de Paris à Lyon et à la Méditerranée est constituée par la fusion des compagnies du chemin de fer de Paris à Lyon, du chemin de fer de Lyon à la Méditerranée et du chemin de fer de Lyon à Genève. Cette fusion est approuvée par décret le 19 juin 1857.
Deux tracés sont prévus en 1854 : celui des ingénieurs de l'État, longeant le littoral au plus près et passant par La Ciotat et un tracé alternatif proposé par la Compagnie, passant par Cuges et La Cadière, situé plus à l'intérieur des terres, mais aussi moins cher et plus court de 6,2 kilomètres. Le premier tracé est finalement retenu, car il dessert une population plus importante que le second, et permet la desserte de La Ciotat, devenu l'important arsenal des Messageries Maritimes responsables du service des paquebots-poste de la Méditerranée.
Ce premier tronçon, long de soixante-cinq kilomètres, nécessite d'importants travaux, en particulier entre Aubagne et La Ciotat. D'importants ouvrages d'art seront réalisés, parmi lesquels six souterrains dont un, le tunnel du Mussuguet, est long de 2 600 mètres. Le 25 octobre 1858, la ligne est ouverte entre Marseille et Aubagne, tronçon le plus simple à réaliser.
Le second tronçon de cinquante kilomètres, d'Aubagne à Toulon, est le plus difficile à construire, en particulier entre Aubagne et La Ciotat. La ligne se rapprochant progressivement de la côte, elle coupe les chaînons calcaires des reliefs provençaux, grâce à d'importants tunnels et une multitude de tranchées ouvertes ; elle franchit par ailleurs, grâce à de nombreux ponts et viaducs, un nombre élevé de petits torrents se jetant dans les baies. La première voie du tronçon est ouverte seulement quelques mois plus tard, le 15 mars 1859, malgré l'importance des travaux de génie civil à conduire. Celle-ci est réservée à l'État, engagé dans la guerre en Italie. Le dimanche 27 mars, le premier train d'essai parcourt la ligne de Marseille à Toulon : il parvient à destination à onze heures du matin après une marche prudente de quatre heures. Afin d'accélérer les travaux, ceux-ci se poursuivent dorénavant de nuit. Les deux voies sont en service le 24 avril, pour les transports militaires, puis le 3 mai, pour un début d'exploitation commerciale qui devient régulière le 28 mai 1859. Le trajet Marseille – Toulon nécessite deux heures trente, avec une desserte des douze gares du parcours.
La ligne, d'une longueur de soixante-sept kilomètres, aura coûté plus de 41 millions de francs pour sa seule construction. Mais elle connaît dès son ouverture un vif succès : dès le mois de juillet, elle transporte quinze mille voyageurs civils, ce qui pousse la Compagnie à établir un service routier de Toulon à Nice, villes reliées entre six ou sept heures de trajet, dans l'attente du prolongement de la voie ferrée.
L'administration de la marine impose également à la Compagnie l'établissement à forfait d'un embranchement destiné à relier l'arsenal de Toulon à la ligne. Vu la difficulté à raccorder cet embranchement à la gare de Toulon, il se débranche finalement de la ligne à La Seyne-sur-Mer. Le 1er juin 1860, l'arsenal de Toulon est relié à la ligne par une liaison de 3,7 kilomètres, propriété de l'administration maritime.

### Toulon – Nice

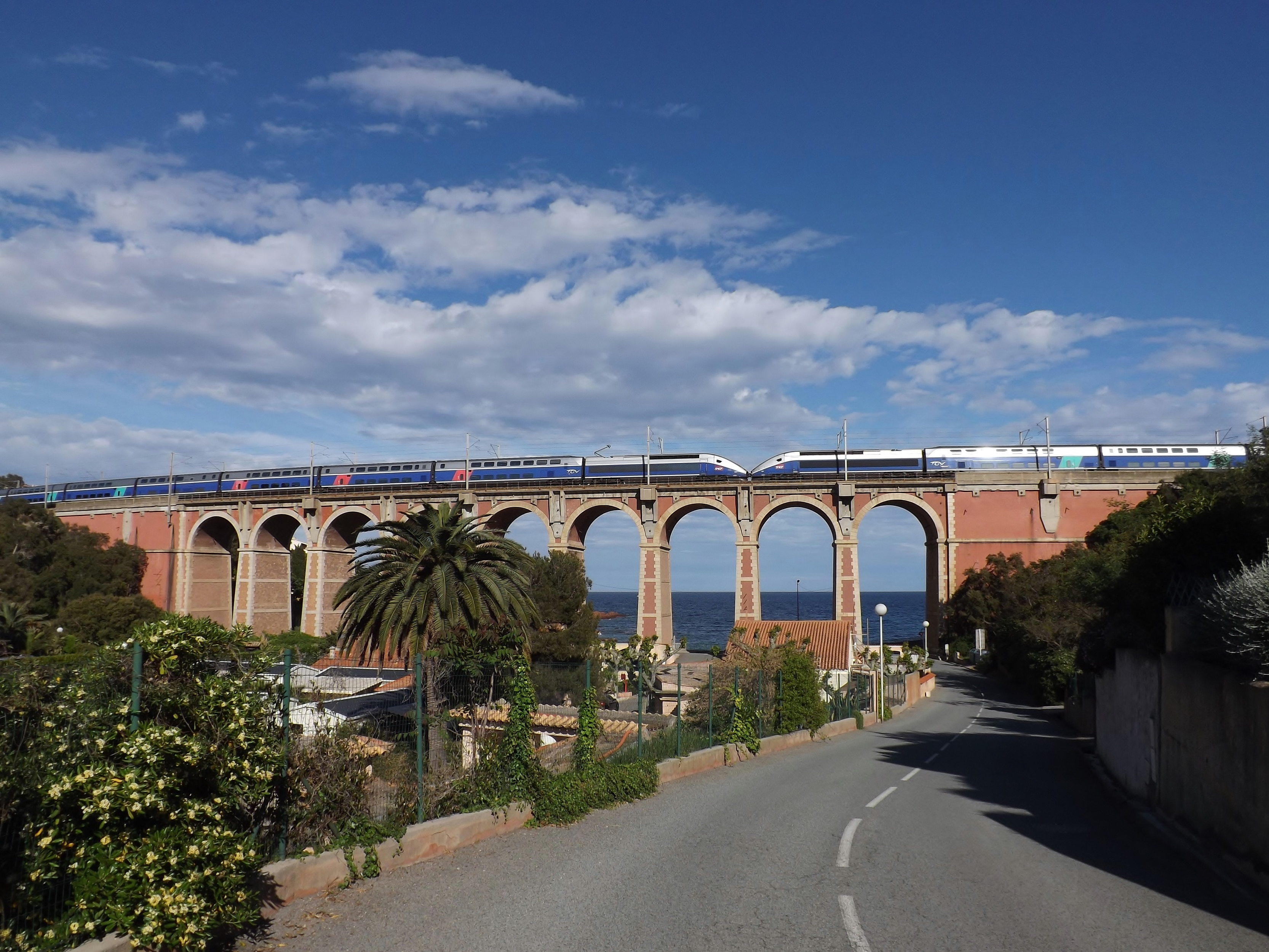
Passage de deux TGV Duplex jumelés sur le viaduc d'Anthéor, dans la commune de Saint-Raphaël, dans le massif de l'Esterel.

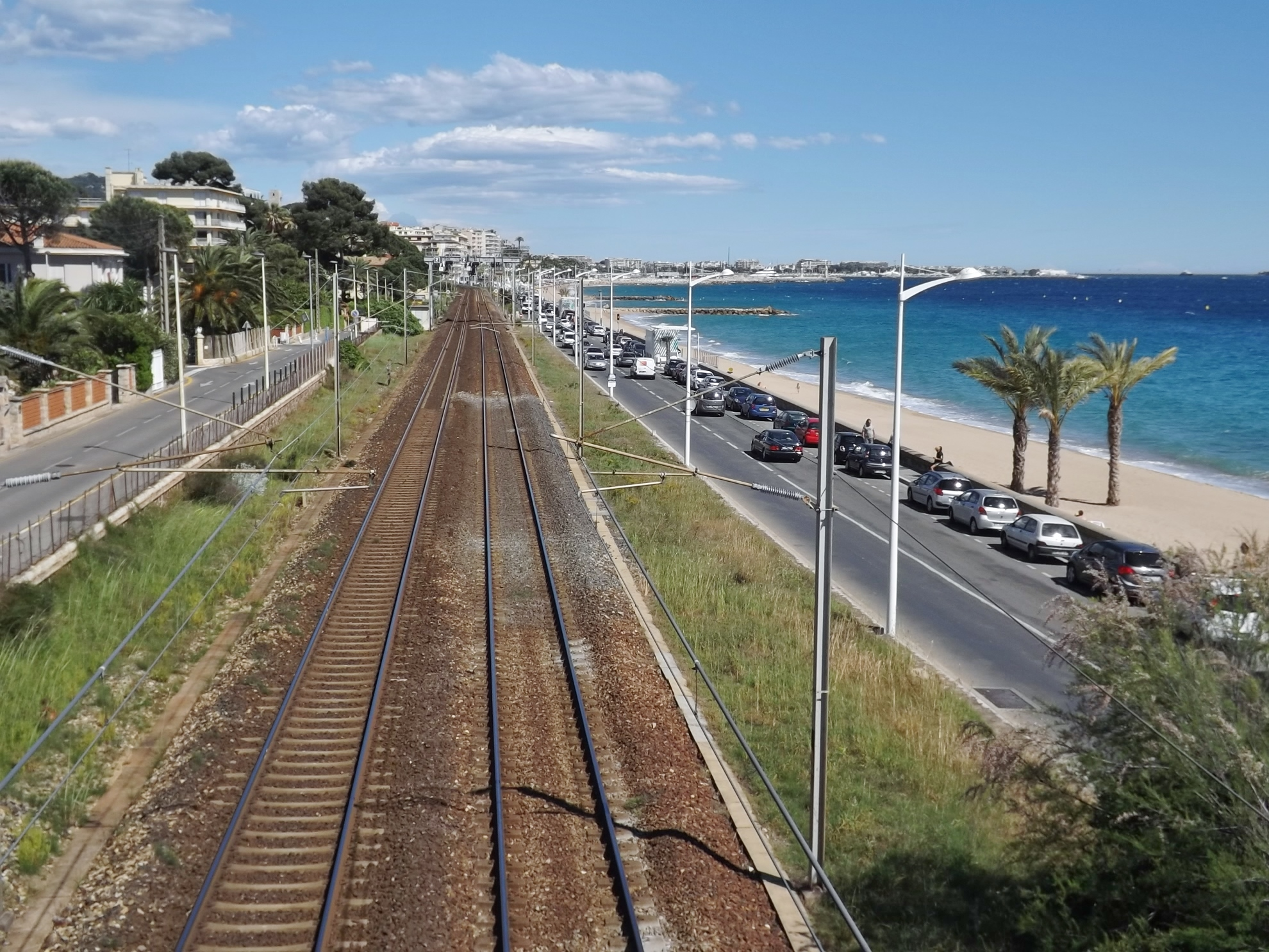
Tronçon de la ligne longeant la baie de Cannes.

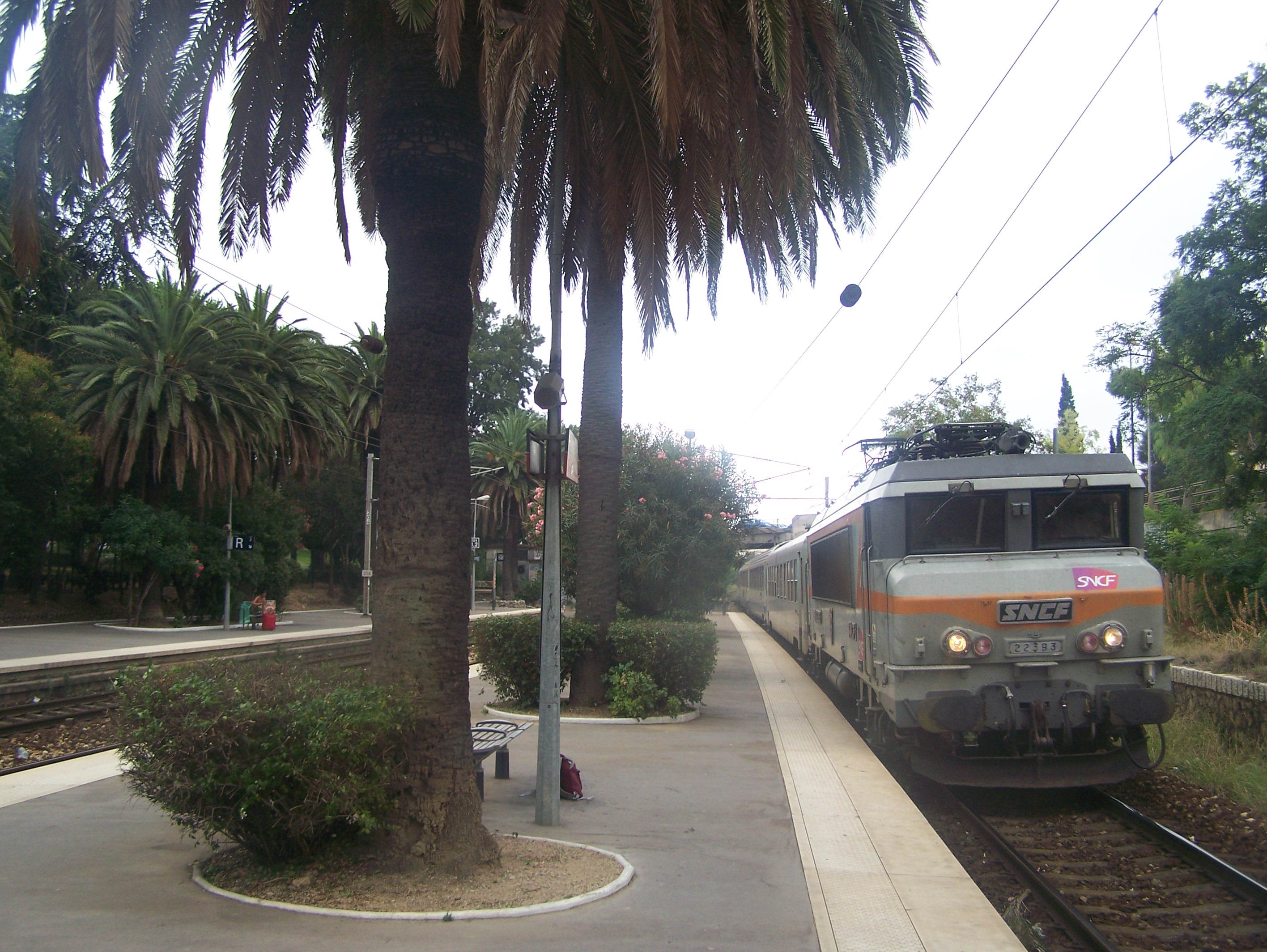
Arrivée d'une rame TER pour l'Italie, en gare d'Antibes, en 2006.

À la suite de la déconfiture financière de la Compagnie du chemin de fer Grand-Central de France son démantèlement est organisé en 1857 au profit de la Compagnie du chemin de fer de Paris à Orléans, le PO et de la constitution de la Compagnie des chemins de fer de Paris à Lyon et à la Méditerranée, le PLM. Cette dernière compagnie se voit octroyer, entre autres, la concession à titre éventuel d'une ligne « de Toulon à Nice » lors de sa création par la convention signée le 11 avril 1857, entre le ministre des Travaux publics et les Compagnie du chemin de fer de Paris à Lyon et Compagnie du chemin de fer de Lyon à la Méditerranée. Cette convention est approuvée par décret le 19 juin 1857.
Un décret impérial du 3 août 1859 déclare d'utilité publique le tronçon de la ligne reliant Toulon à la frontière italienne (à l'époque située sur le fleuve Var) et rend la concession définitive. Le tracé prévu passe à l'intérieur des terres dans la dépression située entre le massif des Maures et les monts de Provence, avant de longer la côte. La totalité du tracé est approuvée en 1860 et les travaux démarrent aussitôt. La Compagnie dépense 23,5 millions de francs pour la seule année 1861. En 1862, 7 000 à 8 000 ouvriers, pour l'essentiel piémontais, belges et allemands, travaillent sur le chantier.
La construction de la première section de la ligne, de Toulon aux Arcs, ne nécessite pas d'ouvrages d'art particulièrement importants. Seuls des terrassements et de modestes ponts sont nécessaires. La ligne ne dessert aucune ville d'importance, traversant une région de vignobles et de vergers. Ce tronçon est mis en exploitation le 1er septembre 1862, des omnibus acheminant les voyageurs par la route vers les villes du littoral.
Le point d'embranchement en direction de Draguignan est fixé aux Arcs par un décret impérial le 10 juillet 1862.
La construction du second tronçon des Arcs à Cagnes impose, a contrario, des travaux considérables, avec de nombreux tunnels, tranchées ouvertes dans une roche très dure, et viaducs, occupant une abondante main d'œuvre. Afin de loger le personnel, des baraques sont érigées à Figueirette, Théoule et La Napoule. Après Agay, la ligne franchit un ravin par le viaduc d'Anthéor, formé de neuf arches. Plus loin, les travaux de génie civil à mener au-delà dans la traversée du massif de l'Esterel sont particulièrement difficiles et de grande ampleur, avec le percement de nombreux tunnels et de tranchées ouvertes et la réalisation de plusieurs viaducs. Le chantier est alimenté par voies terrestre et maritime. Deux cents ouvriers se relaient toutes les trois heures, de jour comme de nuit, sur le chantier du tunnel de l'Esterel, long de 810 mètres, qui constitue le principal ouvrage d'art de la seconde section.
Les travaux de percement de ce tunnel, dit de Saoumes, commencent au début de l'année 1860 : trente mètres linéaires sont creusés afin de déterminer, avec précision, le prix de revient d'un mètre linéaire de tunnel et de déblais à travers les granites et les porphyres. Un an plus tard, le percement reprend à chaque extrémité. Il avance plus rapidement qu'escompté, les roches s'avérant moins résistantes et creusées de cavités et fissures insoupçonnables de l'extérieur facilitant le travail. La construction s'achève en janvier 1862.
Ce tronçon Les Arcs – Vence - Cagnes est ouvert le 10 avril 1863. Le trajet de Marseille à Cagnes nécessite 7 h 15 par omnibus, 5 h 30 par express, pour couvrir les 214 kilomètres qui séparent les deux villes. Des omnibus à chevaux assurent alors par la route la correspondance en direction de Nice, où une gare provisoire a été édifiée, assurant la vente des billets jusqu'à Paris.
Lors du rattachement à la France du comté de Nice en 1860, un décret impérial signé le 22 août 1860 autorise le prolongement du tronçon jusqu'à Nice. Celui-ci, de onze kilomètres, nécessite des travaux considérables, avec la construction d'un pont sur le Var, plusieurs grandes tranchées, et enfin, l'édification de la gare de Nice-Ville.
Hormis la réalisation du pont franchissant le Var, formé de six arches en fonte de cinquante mètres d'ouverture, le tracé franchit plusieurs rivières côtières tel le Magnan, contourne Nice par le nord et parvient à la gare de Nice-Ville, qui nécessite 60 000 m3 de terrassements pour compléter le terre-plein de la gare et achever les bâtiments, momentanément ralentis par les difficultés rencontrées pour établir les fondations. Le dernier tronçon de Vence-Cagnes à Nice est ouvert à son tour le 18 octobre 1864. La gare monumentale de Nice, œuvre de l'architecte Bouchot, se situe alors en rase campagne, à un kilomètre de la ville, ce qui paraît étrange à beaucoup de Niçois. Deux omnibus mixtes relient chaque jour Marseille à Nice en sept heures trente minutes, alors que trois font le trajet inverse.
Plus tard, en 1871 et 1876, deux embranchements sont mis en service, afin de desservir respectivement Grasse et Hyères. Celui de Grasse est réclamé par la ville, qui craint, pour ses huiles et parfums, la concurrence de Nice, devenue française. La desserte par la ligne principale aurait été préférée, mais celle-ci n'aurait pu assurer un passage qu'à 4,5 kilomètres de la cité, et à 200 mètres en contrebas, les pentes importantes augmentant en outre le coût de réalisation de la ligne de 11 millions de francs.
La saturation progressive de la ligne entre Cannes et Nice, avec 33 000 voyages quotidiens, entraîne un projet de triplement des voies, mis en service le 15 décembre 2013, entre Antibes et Cagnes-sur-Mer, soit sur environ huit kilomètres. Cet aménagement comportant une troisième voie banalisée, permettant ainsi de mieux séparer les courants express et TER et d'offrir, à terme, une desserte omnibus cadencée à la demi-heure entre Cannes et Nice, en alternance avec une desserte semi-directe à la même cadence, soit quatre trains TER par heure et par sens. Elle a nécessité la reconstruction des gares de Biot et de Villeneuve-Loubet. Le coût total de l’opération, inscrite au CPER 2007 – 2013, est estimé à 147 millions d'euros, cofinancés par l'État, la région Provence-Alpes-Côte d'Azur, le département des Alpes-Maritimes et Réseau ferré de France.

### Nice – Vintimille

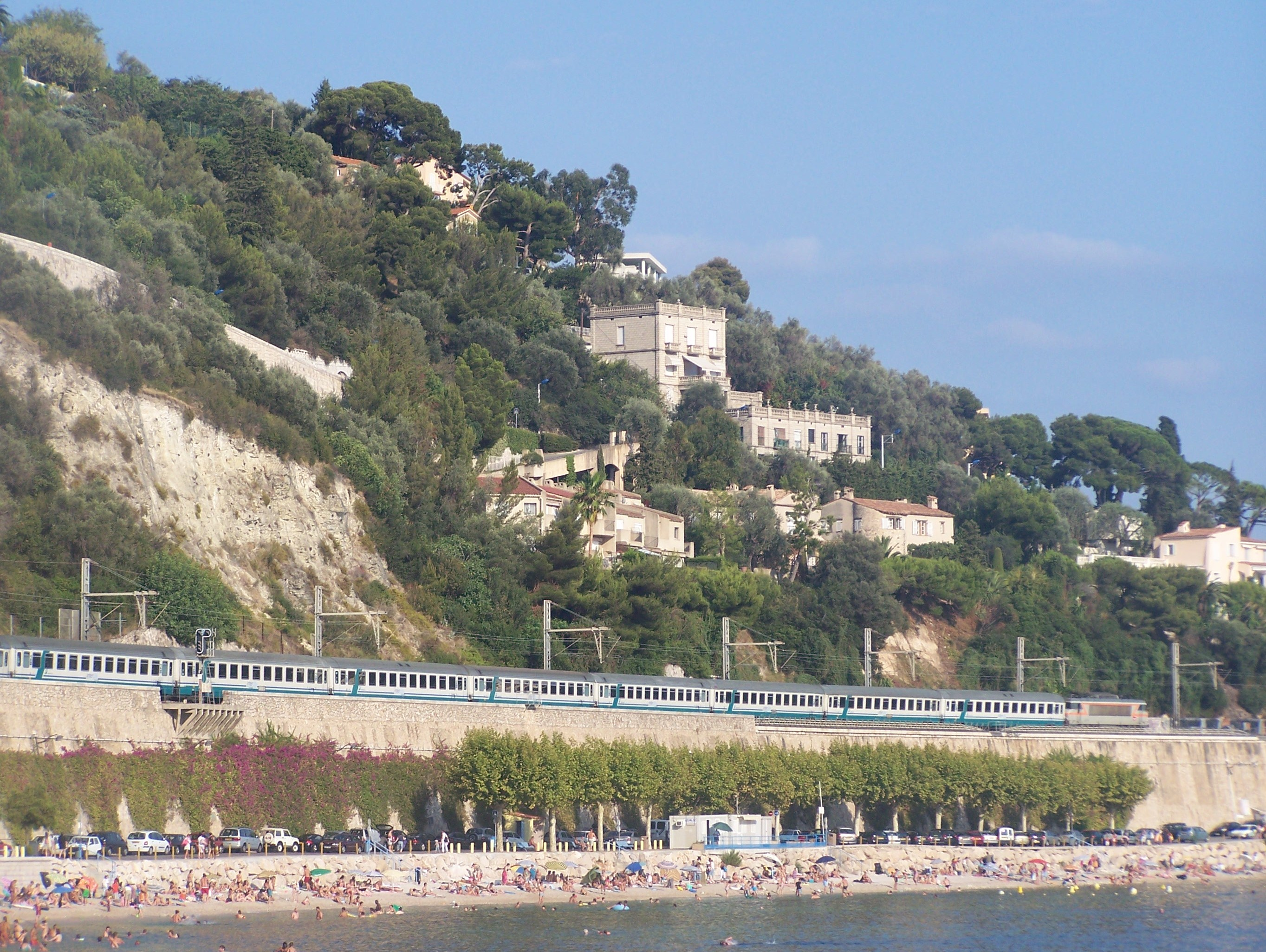
Une rame italienne de voitures Trenitalia tractée par une BB 22200 française fait route vers l'Italie, en traversant Villefranche-sur-Mer.

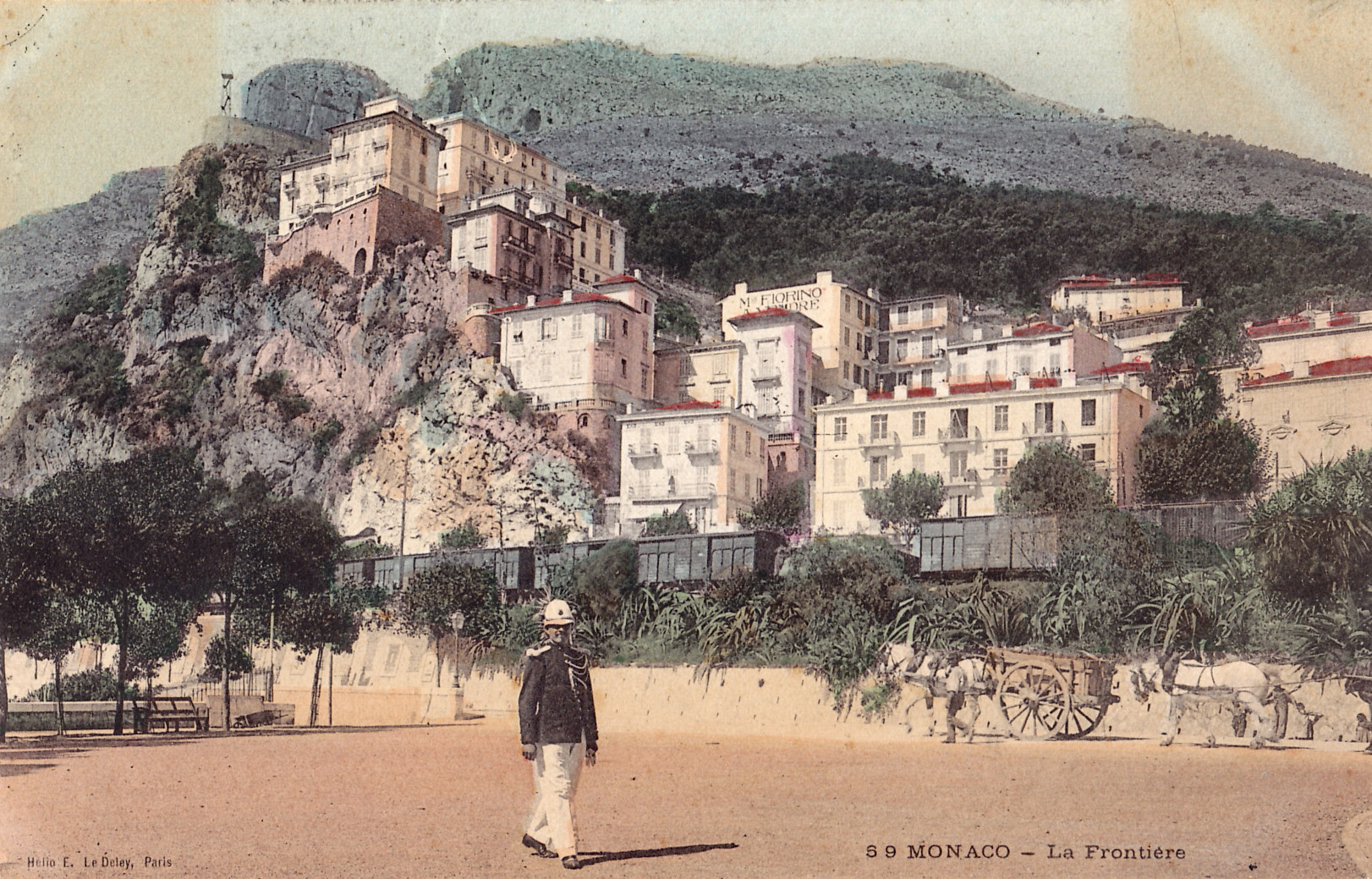
La ligne dans la traversée de Monaco, au début du XX.

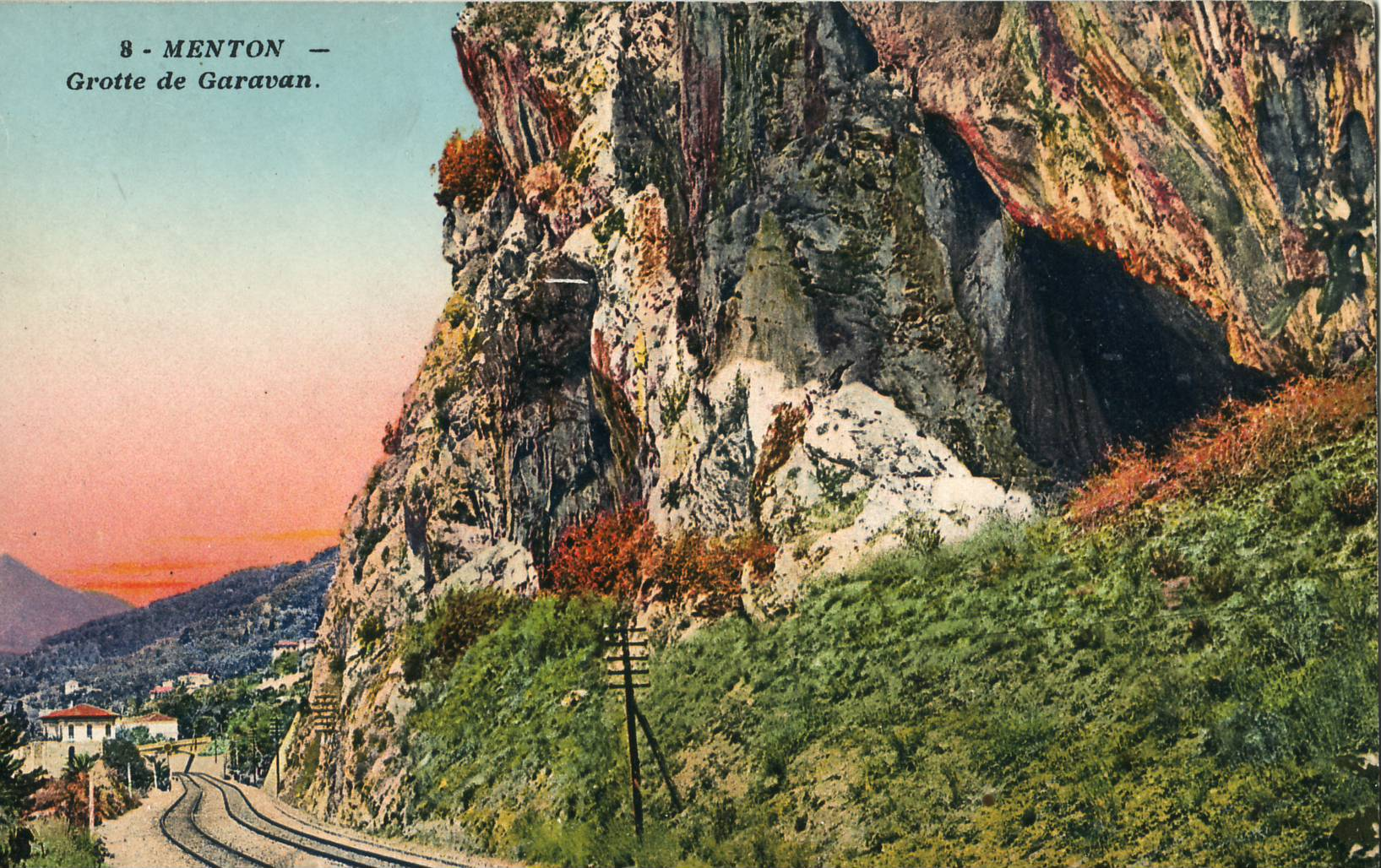
La ligne à Menton, au début du XXe siècle.

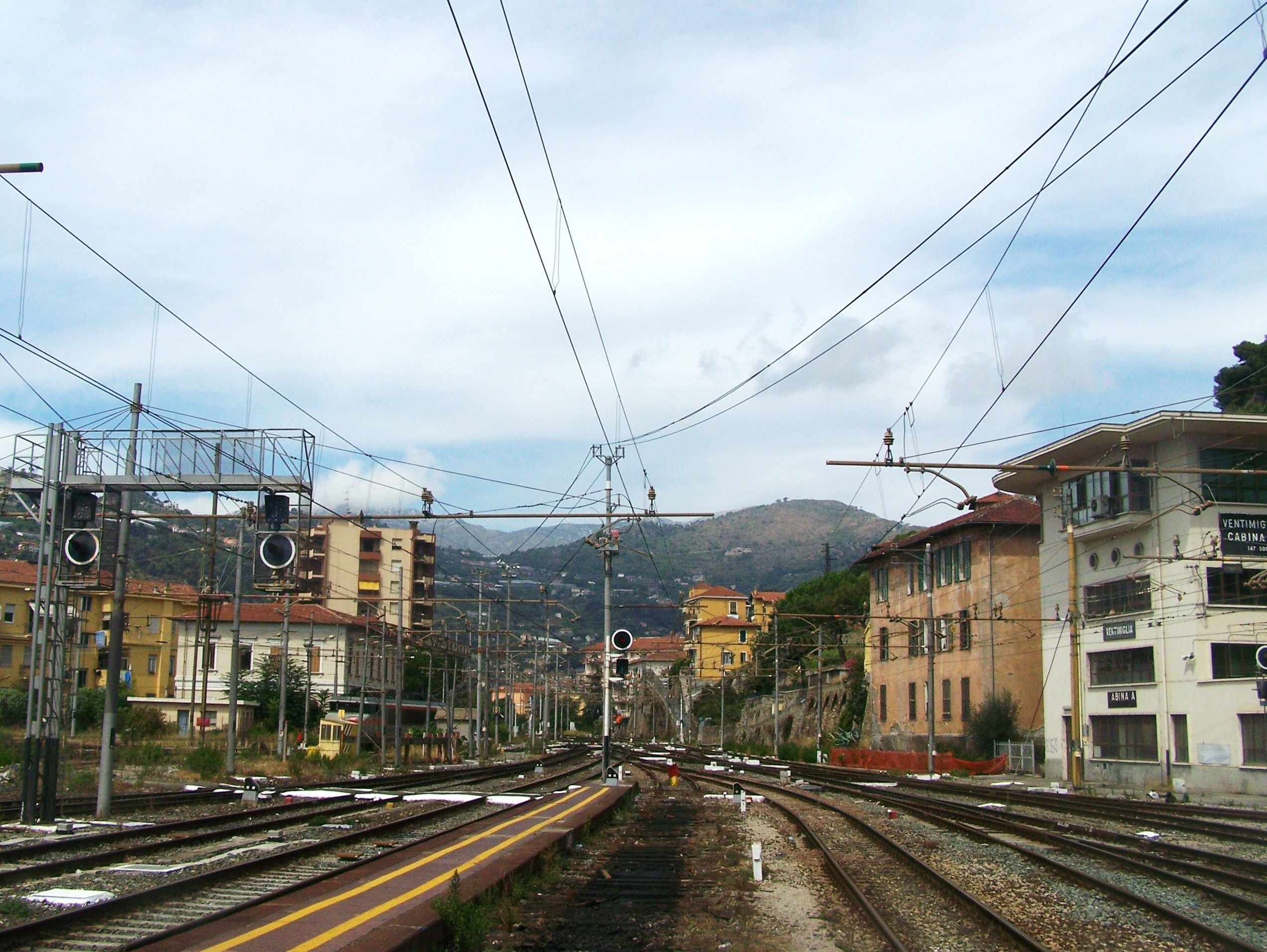
Arrivée de la ligne en gare de Vintimille (vue depuis les quais).

Le réseau italien étant lui-même en cours de réalisation, il semblait logique de s'y raccorder en prolongeant la ligne jusqu'à Menton et à la frontière italienne. Les travaux, difficiles en raison du relief, sont lancés après la signature d'une convention internationale entre les deux pays, le 7 mai 1862, rendue exécutoire par décret du 9 juin. Par celle-ci, le gouvernement français s'engage à présenter, au plus tard en 1863, un projet de loi pour le prolongement du chemin de fer de Toulon à Nice jusqu'à la frontière, en relation avec la ligne italienne à réaliser, le changement de service étant prévu à Vintimille. Le gouvernement italien reçoit un intérêt de 5 % sur les dépenses de construction, dans cette gare à vocation internationale, des bâtiments à l'usage exclusif du chemin de fer français et sur la moitié de celles afférentes aux bâtiments à usage commun. Il reçoit en outre, à titre de péage, les deux-tiers des recettes correspondant au transport entre la frontière et Vintimille.
Le passage de la ligne par la principauté de Monaco est autorisé par un traité signé entre l'Empire français et la Principauté le 2 février 1861. Ce traité est promulgué par décret impérial le 13 février suivant.
Le tronçon de vingt-huit kilomètres est concédé à la Compagnie des chemins de fer de Paris à Lyon et à la Méditerranée par une convention entre le ministre secrétaire d'État au département de l'Agriculture, du Commerce et des Travaux publics et la compagnie, signée le 1er mai 1863. Cette convention a été approuvée par un décret impérial le 11 juin 1863. Une subvention de dix-neuf millions de francs est versée à la Compagnie, coût estimé de l'infrastructure, treize millions demeurant à sa charge pour la pose de la voie et la construction des stations de cette ligne, à mettre en exploitation dans un délai de trois ans, à une date d'ouverture proche de celle prévue pour la ligne italienne. Le tracé longe la mer dans une région calcaire, où les chaînons alpins sont sensiblement perpendiculaires au rivage et s'avancent en promontoires dans la mer, créant de profondes échancrures. La ligne, à voie unique, située entre mer et montagne, longe en corniche les fonds de rades et traverse les caps par des tunnels ou des tranchées : sa réalisation est exceptionnellement difficile avec douze souterrains d'une longueur cumulée de 5 355 mètres, de nombreuses tranchées profondes dans le rocher, et des kilomètres de murs de soutènement.
La section Nice – Monaco est la plus difficile à construire : elle cumule à elle seule 4 320 mètres de souterrains. Les travaux sont lancés en 1864 mais, interrompus par un hiver particulièrement rigoureux, ne deviennent actifs que l'année suivante. En 1865 et 1866, vingt millions de francs sont engagés sur ce tronçon. Ce premier tronçon est ouvert entre Nice et la station de Monaco, à l'entrée de la Principauté le 19 octobre 1868 : cinq trains relient les deux villes en quarante-cinq minutes de moyenne. À Nice, deux services en correspondance parviennent à Marseille en sept heures vingt minutes par train mixte, six heures cinq minutes par express de première classe. En 1866, la construction du tronçon suivant de neuf kilomètres jusqu'à Menton est lancée. Il traverse la Principauté sur 3 600 mètres, sur des terrains mis à la disposition de la Compagnie par le jury d'expropriation, à des prix « qui dépassent par leur exagération, tout ce qu'il était permis de prévoir ».
La ligne parvient jusqu'à Menton le 6 décembre 1869, desservant tout le littoral français depuis Marseille à 249 kilomètres. Le trajet complet, avec cinquante-deux stations intermédiaires, est accompli entre neuf heures quarante-trois minutes et six heures trente-quatre minutes, par cinq services quotidiens. En 1868, les travaux se poursuivent au-delà de Menton, ce tronçon n'étant livré que lors de l'ouverture de la ligne italienne.
En 1871, la ligne de la côte Ligure atteint la gare de Vintimille. Dès la fin de l'année, le dernier tronçon est réalisé et un convoi relie Menton, assurant la continuité ferroviaire de Gênes à Marseille. La gare est ouverte aux voyageurs en janvier 1872 côté italien puis le 18 mars côté français, hors du délai imposé, la lenteur de construction de la ligne italienne autorisant un ralentissement des travaux sur les derniers kilomètres. Le tronçon entre Menton et Vintimille devient la deuxième liaison ferrée entre la France et l'Italie. Une dizaine d'années plus tard, le premier bâtiment en bois à Vintimille laisse la place à un bâtiment voyageurs en dur.
L'augmentation régulière du trafic impose la mise à double voie progressive de la ligne par tronçons. De 1869 à 1882, les travaux du tronçon de Toulon à Nice sont réalisés. Le tronçon entre Nice et Vintimille est réalisé à son tour de 1890 à 1910.
Durant la Seconde Guerre mondiale, la section entre Menton et Vintimille est électrifiée, en 3 700 volts triphasé de fréquence 16 ²⁄₃ Hz, par l'occupant italien. La gare de Menton est rebaptisée Mentone, et Menton-Garavan en Mentone Garibaldi. Les locomotives électriques des FS viennent jusqu'à Menton. Une locomotive à vapeur italienne est garée à Menton, en réserve. Lors des combats en 1944, les installations fixes sont totalement détruites ; cette portion de ligne reste non électrifiée jusqu'en 1969.
De 1958 à 1964, la déviation de la voie en tunnel de Monte-Carlo, sur 3 491 mètres, permet à la Principauté de récupérer des terrains et de lancer plusieurs grandes opérations d'urbanisme donnant naissance au quartier du Larvotto, sur l'emplacement des 51 000 m2 des terrains de l'ancienne plateforme ferroviaire. Une nouvelle déviation a été mise en œuvre, du côté ouest cette fois, dont les travaux se sont étalés d'octobre 1993 à fin 1999. Ils ont permis de réaliser la traversée de la Principauté entièrement en souterrain, avec la réalisation d'une unique gare souterraine à trois voies. Cette nouvelle opération permet de libérer quatre autres hectares de terrain, qui font l'objet d'un schéma directeur d'urbanisme avec l'édification de 135 000 m2 de planchers,.

## Infrastructure

### Tracé
La ligne, d'une longueur de 259 km, relie Marseille à Vintimille en suivant au plus près le littoral, sauf à proximité des massifs montagneux où le relief lui impose de s'écarter de la côte. En dépit de sa situation générale en bord de mer, elle comporte des rampes atteignant 8 ‰, en raison d'un relief particulièrement tourmenté, en particulier entre Nice et Vintimille. Pour la même raison, le tracé comporte près de dix-huit kilomètres cumulés de tunnels.

### Gares ouvertes aux voyageurs
L'ensemble des gares ouvertes au trafic des voyageurs, dans les années 2020, est listé dans le tableau ci-dessous ; celles mentionnées en caractères gras sont desservies par des trains de grandes lignes. Par ailleurs, toutes les dessertes TER de la ligne sont conventionnées par la région Provence-Alpes-Côte d'Azur.
La disposition de l'ensemble des gares (y compris celles fermées aux voyageurs), ainsi que leurs points kilométriques respectifs, sont indiqués sur le schéma de la ligne.

### Ouvrages d'art

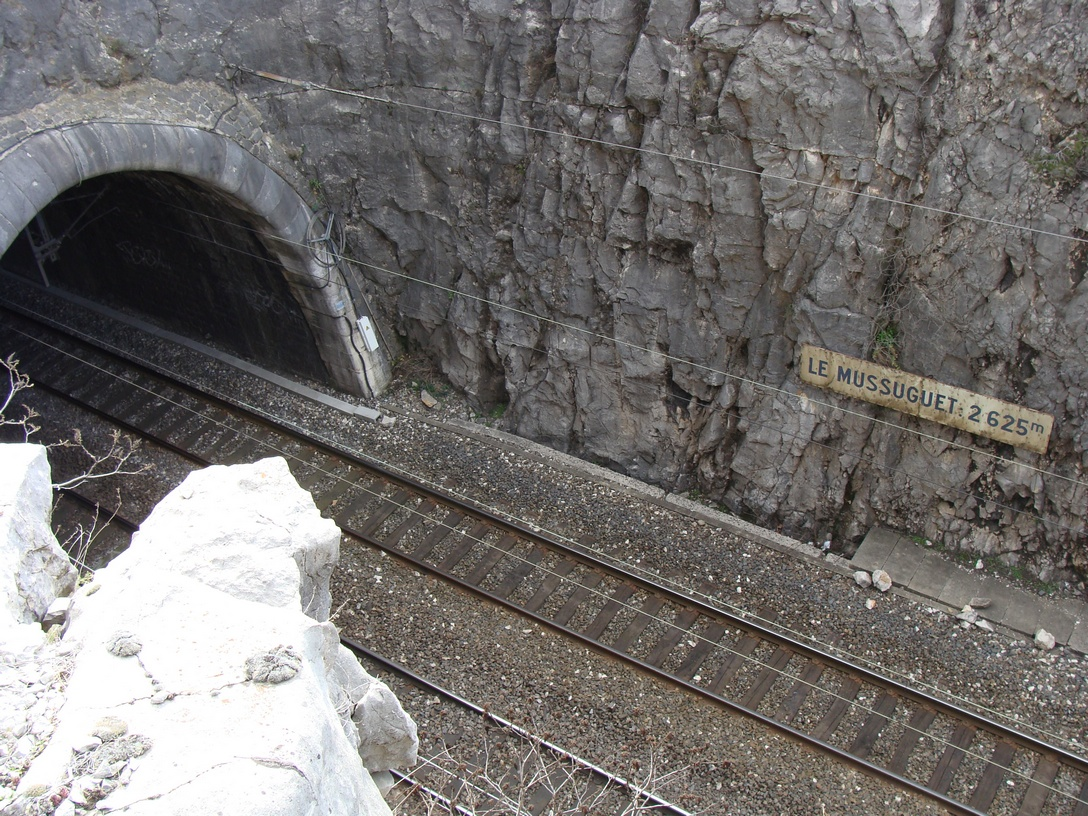
Le tunnel du Mussuguet.

Entre Marseille et Toulon, les tunnels sont nombreux. Les principaux sont :
- le tunnel Saint-Charles, à Marseille ;
- le tunnel des Espillières, à Aubagne ;
- le tunnel du Mussuguet, entre Aubagne et Cassis ;
- le tunnel des Jeannots ou Janots, entre Cassis et la Ciotat ;
- le tunnel de Saint-Cyr, entre Saint-Cyr-sur-Mer et Bandol.

### Équipements
La ligne est électrifiée en 25 kV – 50 Hz monophasé, sauf à ses deux extrémités, où elle est en courant continu (1,5 kV) pour pouvoir se raccorder aux lignes avoisinantes électrifiées antérieurement :
- de Marseille-Saint-Charles jusqu'au point kilométrique (PK) 5,450 (entre Marseille-Blancarde et La Pomme) ;
- du PK 257,475 (après la frontière italienne) à Vintimille[25].

Elle est par ailleurs équipée du block automatique lumineux (BAL), du contrôle de vitesse par balises (KVB) et d'une liaison radio sol-train sans transmission de données.

### Vitesses limites
Le profil relativement défavorable de la ligne n'autorise des vitesses de l'ordre de 160 km/h que sur un très faible tronçon de seulement huit kilomètres, à hauteur d'Ollioules et Sanary-sur-Mer. Ailleurs, les limites varient de 95 km/h à 150 km/h.
Les vitesses limites de la ligne en 2012 pour les TGV (certaines catégories de trains, comme les automotrices régionales ou les trains de marchandises, possèdent des limites plus faibles) sont, en sens impair :
| De (PK)                                         | À (PK)                                          | Limite (km/h) |
| ----------------------------------------------- | ----------------------------------------------- | ------------- |
| Marseille-Saint-Charles                         | Marseille-Saint-Charles (portique P3, PK 861,3) | 30            |
| Marseille-Saint-Charles (portique P3, PK 861,3) | Marseille-Saint-Charles (portique T1, PK 1,2)   | 60            |
| Marseille-Saint-Charles (portique T1, PK 1,2)   | PK 10,2                                         | 125           |
| PK 10,2                                         | PK 15,5                                         | 135           |
| PK 15,5                                         | PK 53,1                                         | 125           |
| PK 53,1                                         | PK 61,2                                         | 160           |
| PK 61,2                                         | Toulon (PK 67,0)                                | 140           |
| Toulon (PK 67,0)                                | PK 155,6                                        | 150           |
| PK 155,6                                        | Fréjus (PK 158,0)                               | 140           |
| Fréjus (PK 158,0)                               | Boulouris (PK 164,9)                            | 120           |
| Boulouris (PK 164,9)                            | Agay (PK 169,9)                                 | 110           |
| Agay (PK 169,9)                                 | PK 185,2                                        | 95            |
| PK 185,2                                        | Cannes (PK 193,1)                               | 140           |
| Cannes (PK 193,1)                               | Golfe-Juan-Vallauris (PK 199,2)                 | 115           |
| Golfe-Juan-Vallauris (PK 199,2)                 | Antibes (PK 204,2)                              | 130           |
| Antibes (PK 204,2)                              | Cagnes-sur-Mer (PK 212,7)                       | 125           |
| Cagnes-sur-Mer (PK 212,7)                       | Nice-Saint-Augustin (PK 218,7)                  | 130           |
| Nice-Saint-Augustin (PK 218,7)                  | Nice-Ville (PK 224,1)                           | 120           |
| Nice-Ville (PK 224,1)                           | Menton (PK 248,6)                               | 90            |
| Menton (PK 248,6)                               | Vintimille (PK 259,4)                           | 80            |

### Électrification

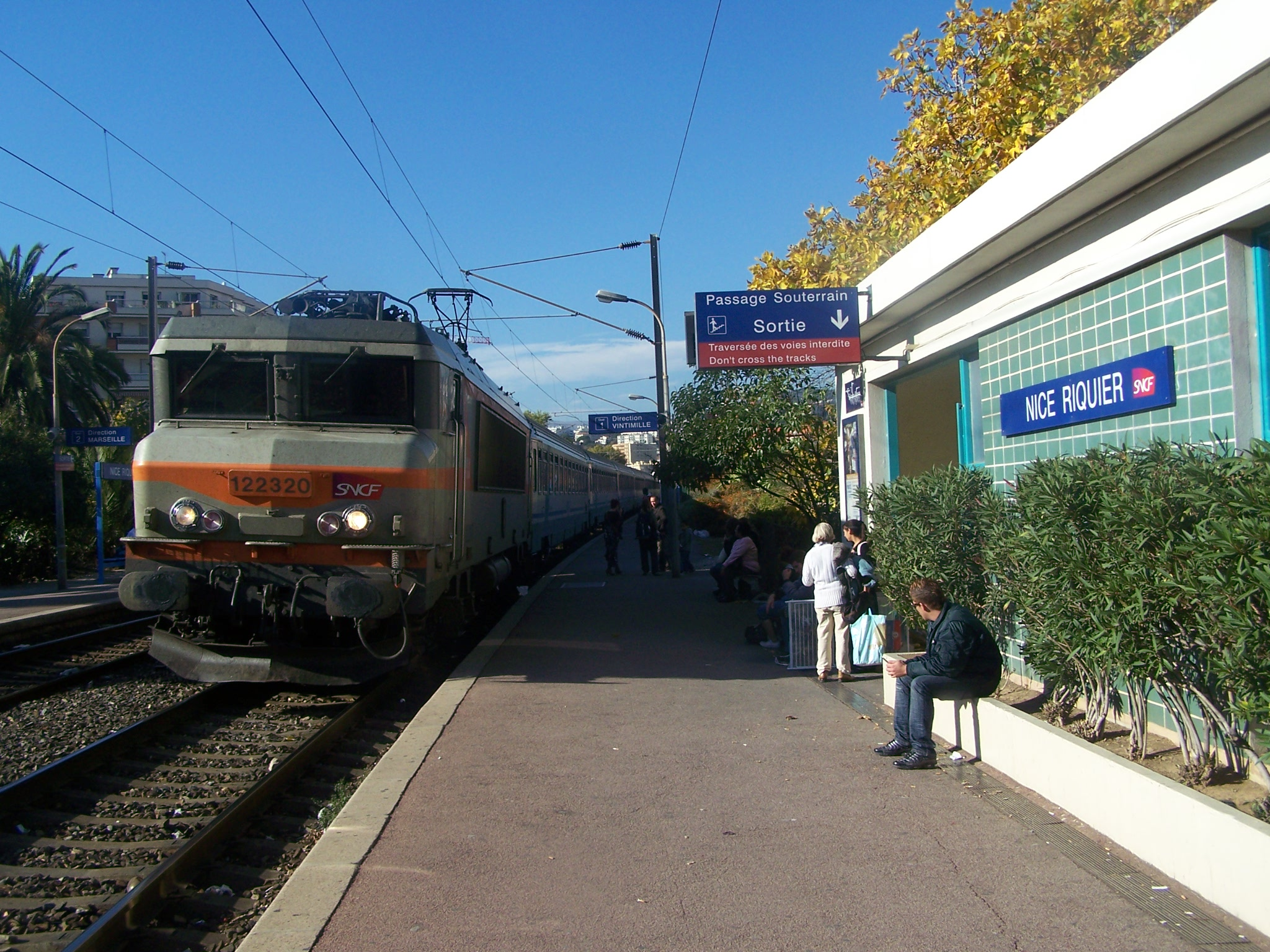
Passage d'un TER Marseille – Vintimille à Nice-Riquier, en 2007.

L'augmentation régulière du trafic, en particulier en période estivale, ainsi que le relief difficile de la ligne, nécessitant des locomotives puissantes pour maintenir une vitesse constante, poussent la SNCF à proposer l'électrification de la ligne. Par ailleurs, l'électrification antérieure de la ligne de Paris-Lyon à Marseille-Saint-Charles imposait l'entretien d'un parc vapeur isolé pour cette ligne non électrifiée, causant d'importantes dépenses de fonctionnement, peu en rapport avec les piètres performances du matériel.
Bien que la radiale entre Paris et Marseille soit électrifiée en 1,5 kV continu, c'est le courant alternatif 25 kV qui est retenu, les études ayant démontré le caractère avantageux, tant économiquement que techniquement, de cette solution.
Les deux extrémités de la ligne étant électrifiées en 1 500 V, les TGV, locomotives et automotrices parcourant cette ligne doivent donc être nécessairement « bicourant ».
La mise en service de l'électrification a eu lieu aux dates suivantes :
- le 10 septembre 1965, de Marseille aux Arcs (ainsi que l'embranchement de La Pauline-Hyères à Hyères) ;
- le 12 septembre 1967, des Arcs à Saint-Raphaël ;
- le 13 février 1968, de Saint-Raphaël à Cannes ;
- le 28 janvier 1969, de Cannes à Vintimille.

L'électrification de la ligne avait été envisagée au début du XXe siècle par le PLM. À ce titre, cette compagnie avait électrifié, à titre expérimental en 1910, le tronçon entre Grasse et Mouans-Sartoux, en 12 kV – 25 Hz, afin d'expérimenter des prototypes de locomotives. Aujourd'hui, tous les vestiges de cette électrification expérimentale ont disparu, avec la ré-électrification en 25 kV – 50 Hz (dans le cadre de la réouverture de la ligne entre Cannes et Grasse). Une électrification du tronçon de Vintimille à Menton, en 3 700 V triphasé à fréquence 16 ²⁄₃ Hz, a été réalisée pendant la Seconde Guerre mondiale ; cependant toutes ces installations ont été détruites lors des bombardements qui ont frappé la région en 1944, tout comme la ligne de Coni à Vintimille, également électrifiée en triphasé 3 700 V à basse fréquence. Aujourd'hui, cette ligne a été ré-électrifiée en 3 000 V continu, entre Cuneo et Limone Piemonte.

## Trafic

### Chronologie des services de grandes lignes
- Le 12 août 1957, création du Trans-Europ-Express (TEE) Ligure reliant Marseille à Milan, via Nice et Vintimille.
- Le 30 mai 1965, le train Mistral devient un Trans-Europ-Express (TEE) reliant Paris à Nice via Dijon, Lyon-Perrache, Avignon et Marseille.
- Le 1er juin 1969, le TEE Ligure reliant Marseille à Milan est amorcé à Avignon.
- Le 26 septembre 1981, dernier jour de circulation du TEE Mistral reliant Paris à Nice via Marseille.
- Le 22 mai 1982, dernier jour de circulation du rapide no 180/181 Mistral (alors devenu un InterCity avec 1re et 2de classes), desservant les mêmes villes que celles citées ci-dessus[31]. C'est également le dernier jour de circulation du TEE Ligure reliant Avignon à Milan via Marseille et Nice, puisqu'il devient aussi un InterCity avec 1re et 2de classes[31].
- Le 23 mai 1984, Toulon est relié à Paris par TGV.
- Le 4 avril 1987, Nice est relié à Paris par TGV.
- Le 14 décembre 2008, mise en place de l'horaire cadencé sur les lignes de la région Provence-Alpes-Côte d'Azur.
- En septembre 2010, Nice est reliée à Moscou par le Riviera Express ; toutefois, ce train ne circule plus depuis 2020.
- Un service reprenant les dessertes assurées par l'ancien TEE Ligure, à raison de 2 aller-retours quotidiens (initialement 1 Marseille – Milan et 1 Nice – Milan), est créé et exploité à partir de 2014 par Thello ; ce service cesse en 2020 – 2021.
- Depuis le 29 juin 2025 et pour les dix années suivantes, Transdev exploite l'intégralité de la ligne et ses embranchements avec ses Z 59000[32],[33].

## Projet de ligne nouvelle
Le principal projet engageant l'avenir de la ligne est la ligne nouvelle Provence Côte d'Azur. Cette ligne à grande vitesse longue de 180 kilomètres pourrait relier Marseille à Nice via Toulon. Elle a pour objectifs de mieux intégrer la région au réseau européen à grande vitesse, d'améliorer les relations entre les grandes villes de la région, et enfin de renforcer l'offre de trains express régionaux (TER) autour de Marseille, Toulon et Nice, grâce aux nombreux sillons libérés par les actuels trains de grandes lignes sur la ligne classique.
Le temps de trajet entre Marseille et Nice serait d'environ une heure (contre 2 h 30 actuellement), et la ligne placerait Nice à moins de 4 h de Paris, contre 5 h 30 en 2010. Cette ligne, qui nécessiterait la construction de soixante kilomètres cumulés de tunnels, est prévue à l'horizon 2035,.

## Galerie de photographies

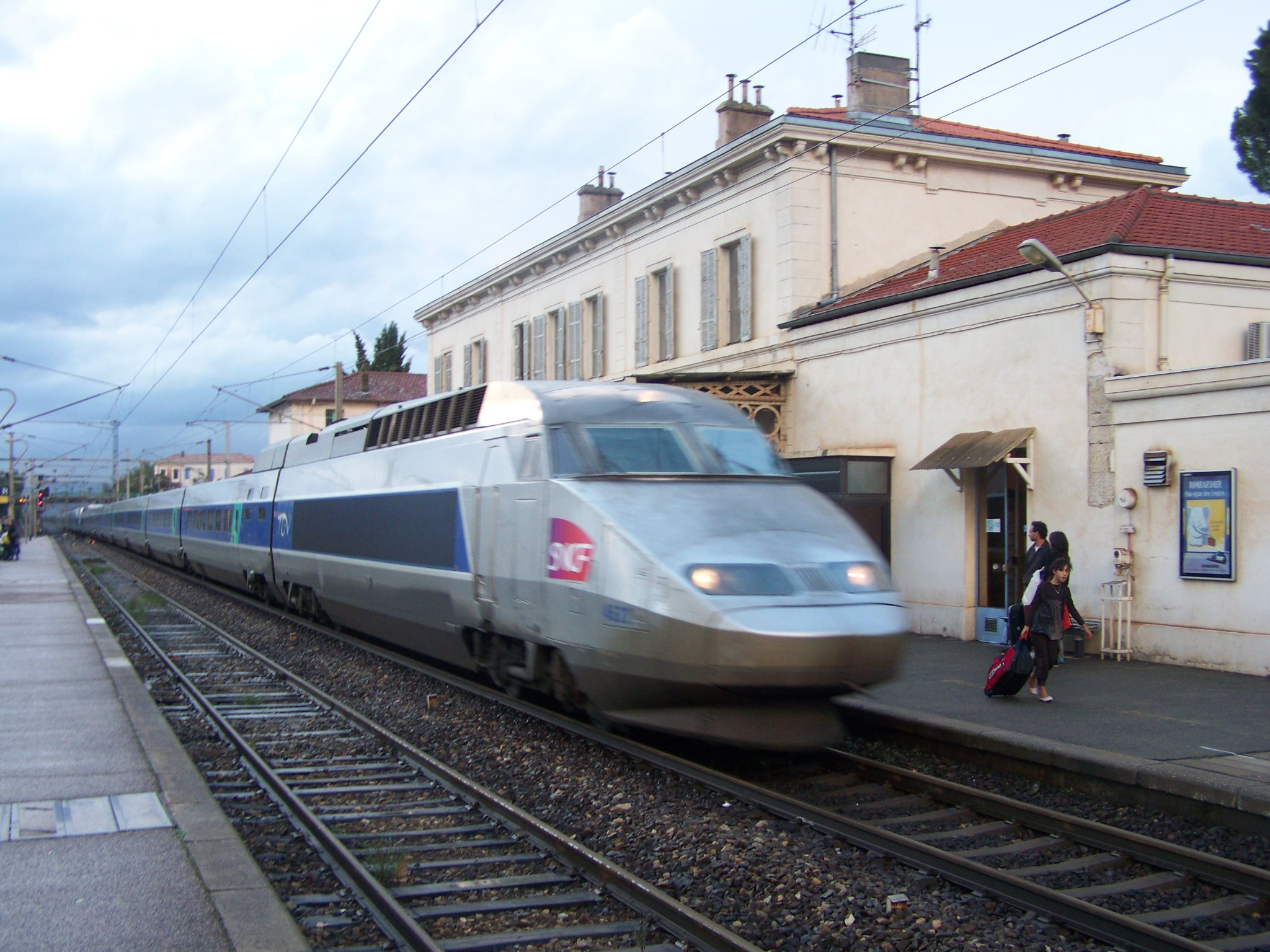
UM de TGV venant de Bruxelles et Lille, marquant l'arrêt aux Arcs-Draguignan, en novembre 2008.
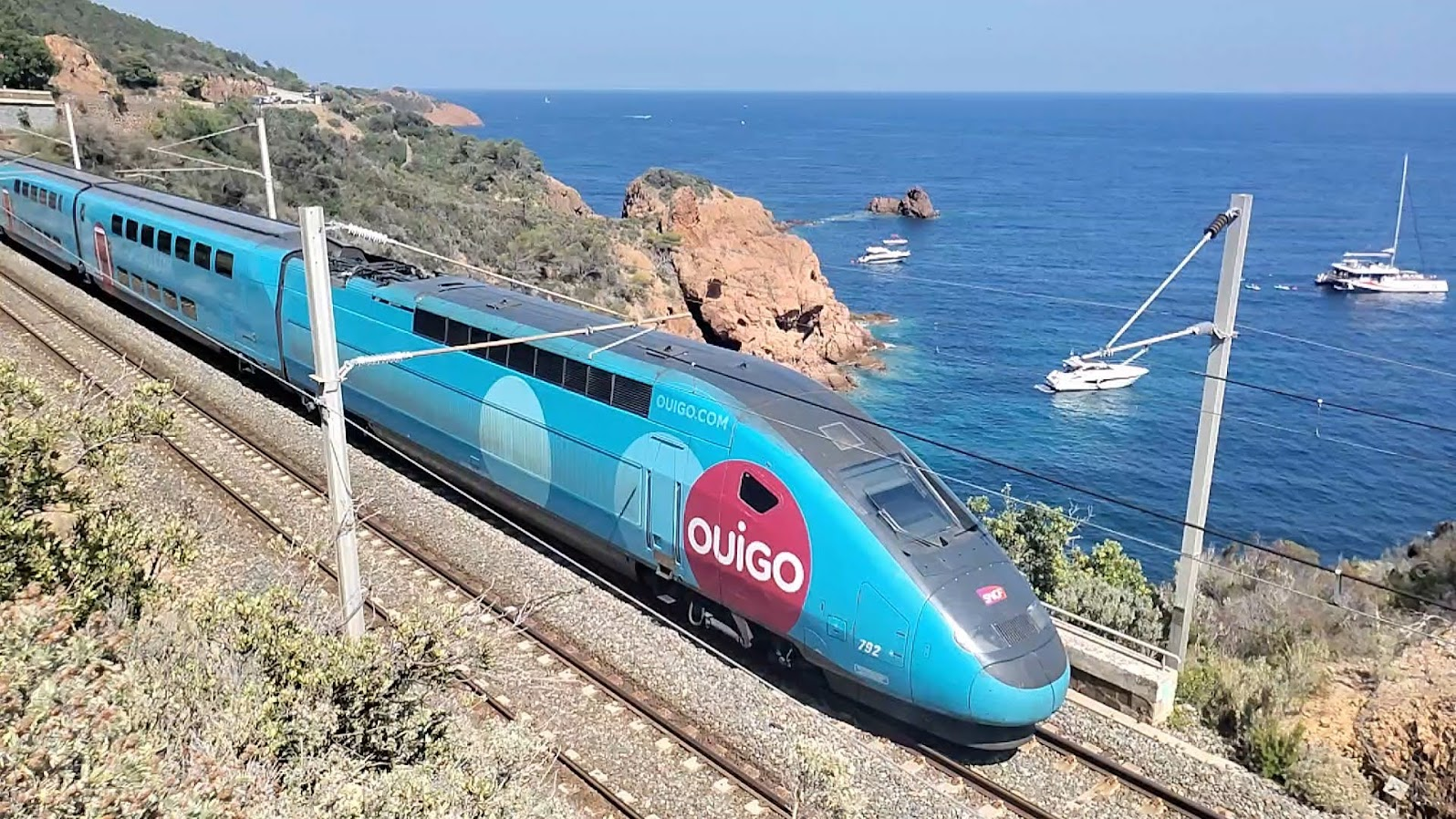
Rame Ouigo se rapprochant de la gare d'Anthéor-Cap-Roux.
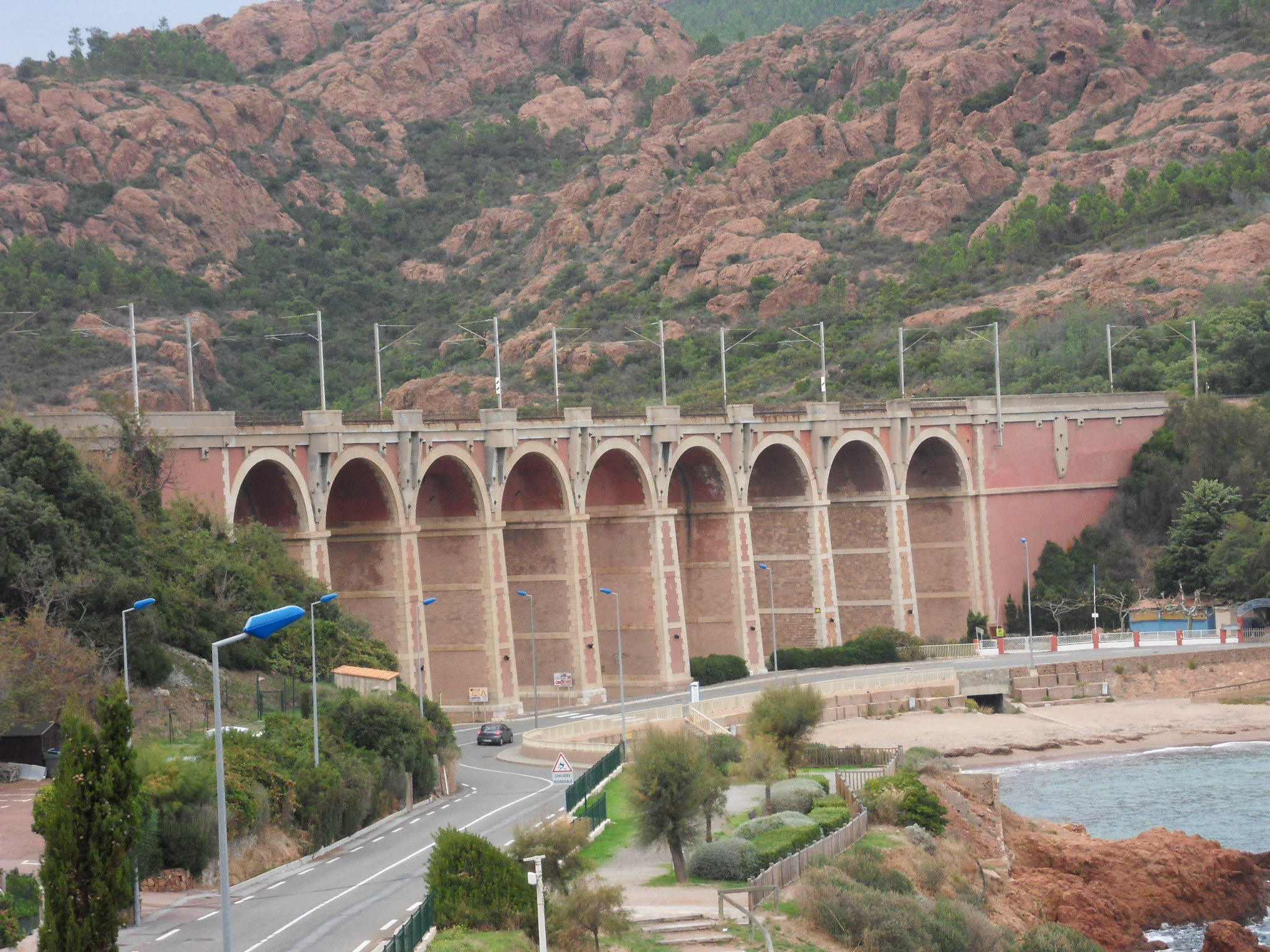
Le viaduc d'Anthéor, entre les gares d'Anthéor-Cap-Roux et du Trayas.
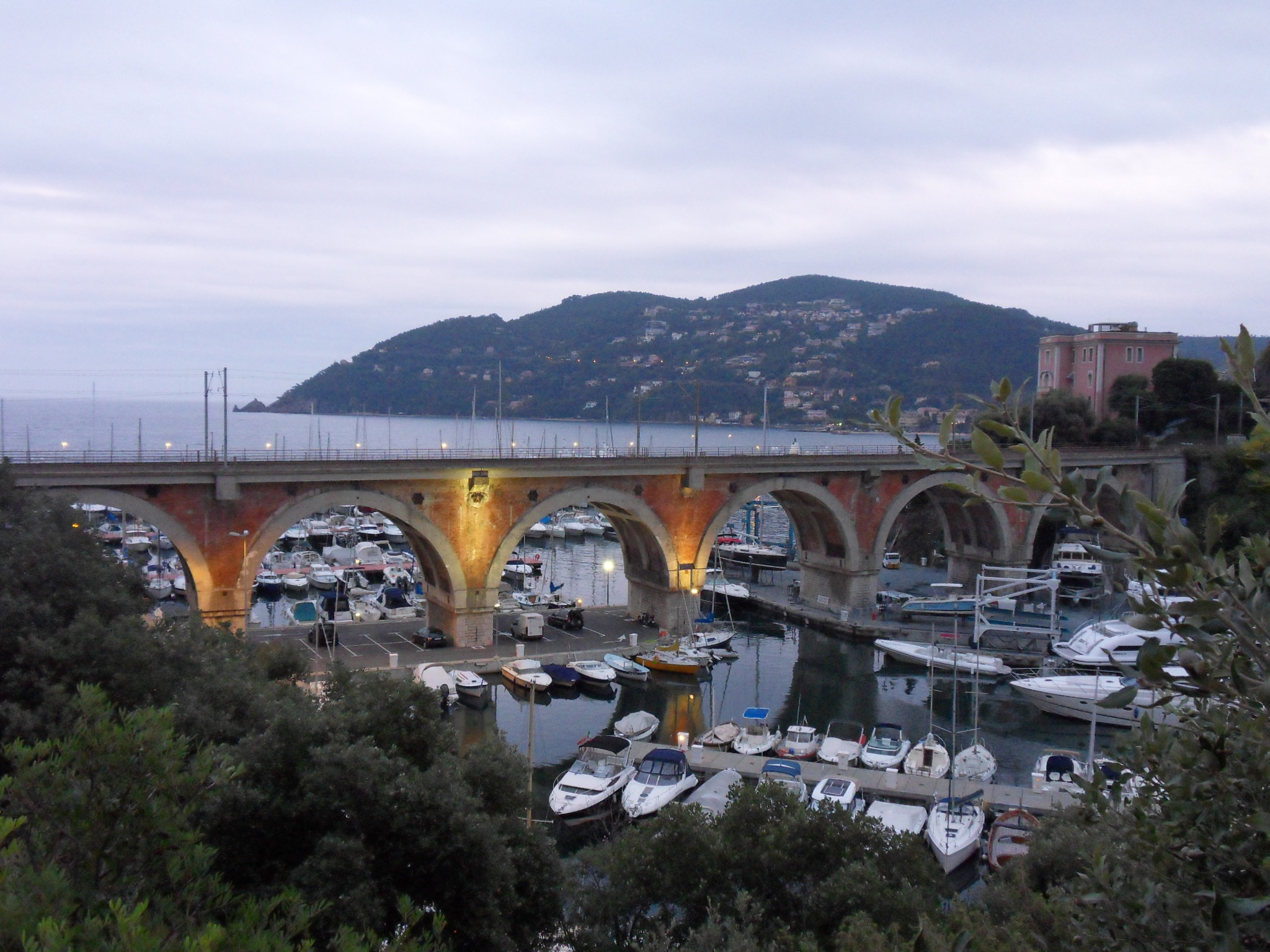
Le viaduc de la Rague, entre les gares de Théoule-sur-Mer et Mandelieu-la-Napoule.
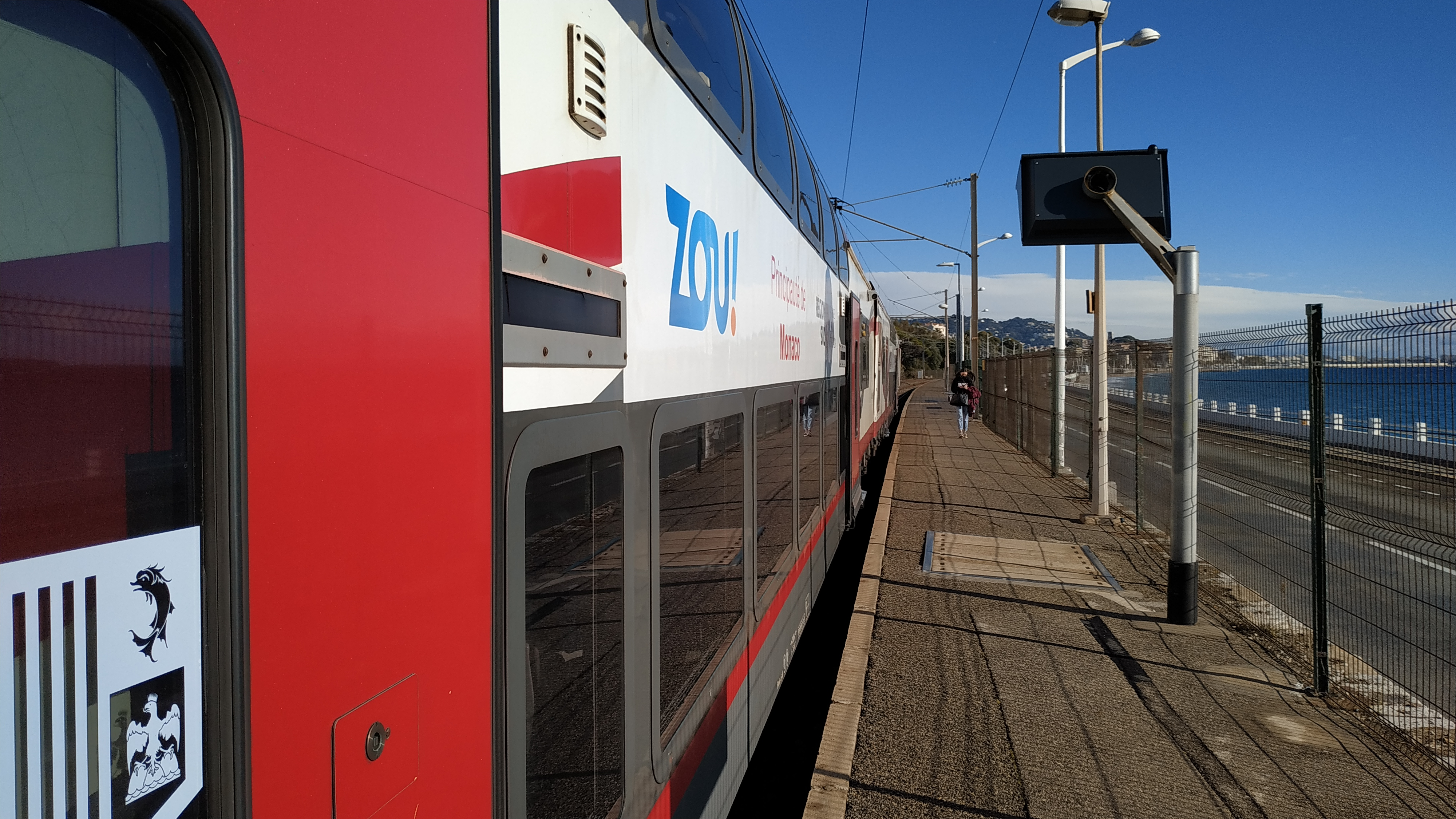
Rame TER Provence-Alpes-Côte d'Azur en livrée Monaco, desservant la gare de Cannes-la-Bocca.
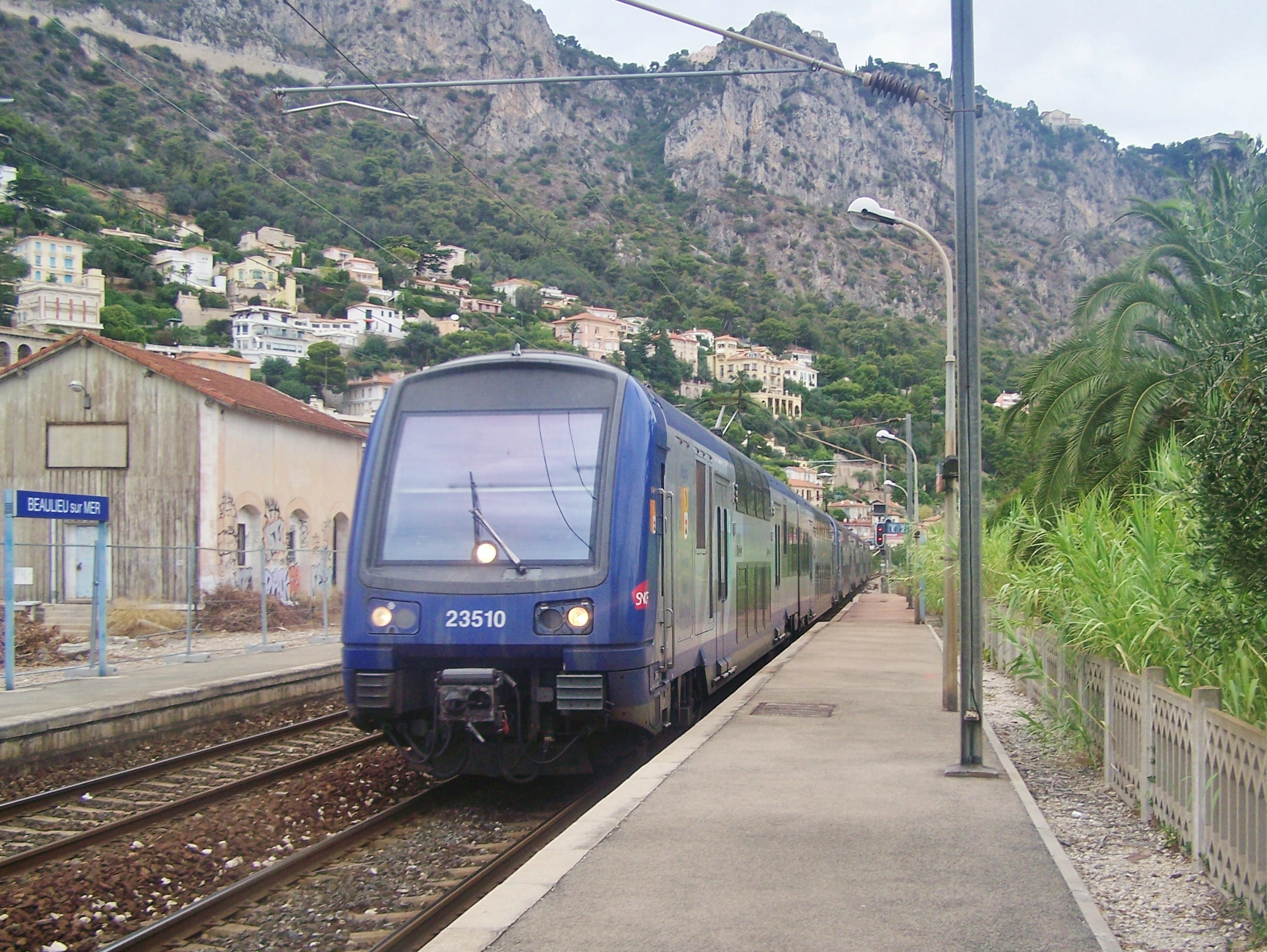
Rame TER se dirigeant vers Nice, quittant la gare de Beaulieu-sur-Mer.